# Phlyctaina fuliginosa
Phlyctaina fuliginosa là một loài bướm đêm trong họ Noctuidae.